# Acantharctia mundata
Acantharctia mundata är en fjärilsart som beskrevs av Walker 1865. Acantharctia mundata ingår i släktet Acantharctia och familjen björnspinnare. Inga underarter finns listade i Catalogue of Life.